# Alfredo V. Bonfil (Quintana Roo)
Alfredo V. Bonfil es una localidad del estado mexicano de Quintana Roo, ubicada unos 7 kilómetros al sur de la zona urbana de la ciudad de Cancún y forma parte de su zona metropolitana. Según el Conteo de Población y Vivienda del 2020 tiene una población de 19,789 habitantes.
Alfredo V. Bonfil es oficialmente un ejido, que según la planeación original de Cancún como destino turístico internacional, sería el encargado de proveer de productos agropecuarios a la ciudad, sin embargo, debido al crecimiento acelerado de la ciudad, esto no ocurrió así. 
En la actualidad la gran mayoría de la población de Alfredo V. Bonfil no se dedica a labores agrícolas, sino a actividades de servicios turísticos en Cancún; además, la enorme emigración que de población de diversas partes del país se da hacia Cancún, atraída por oportunidades de trabajo, detonó la población de Alfredo V. Bonfil.